# Hans Christiansen (Maler)

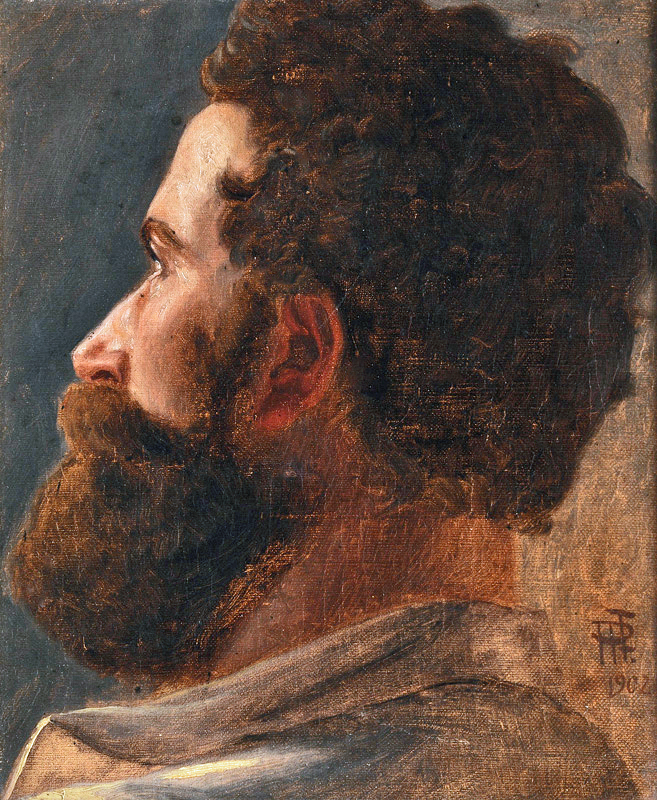
Hans Peter Feddersen: Bildnis des Malers Hans Christiansen, 1902

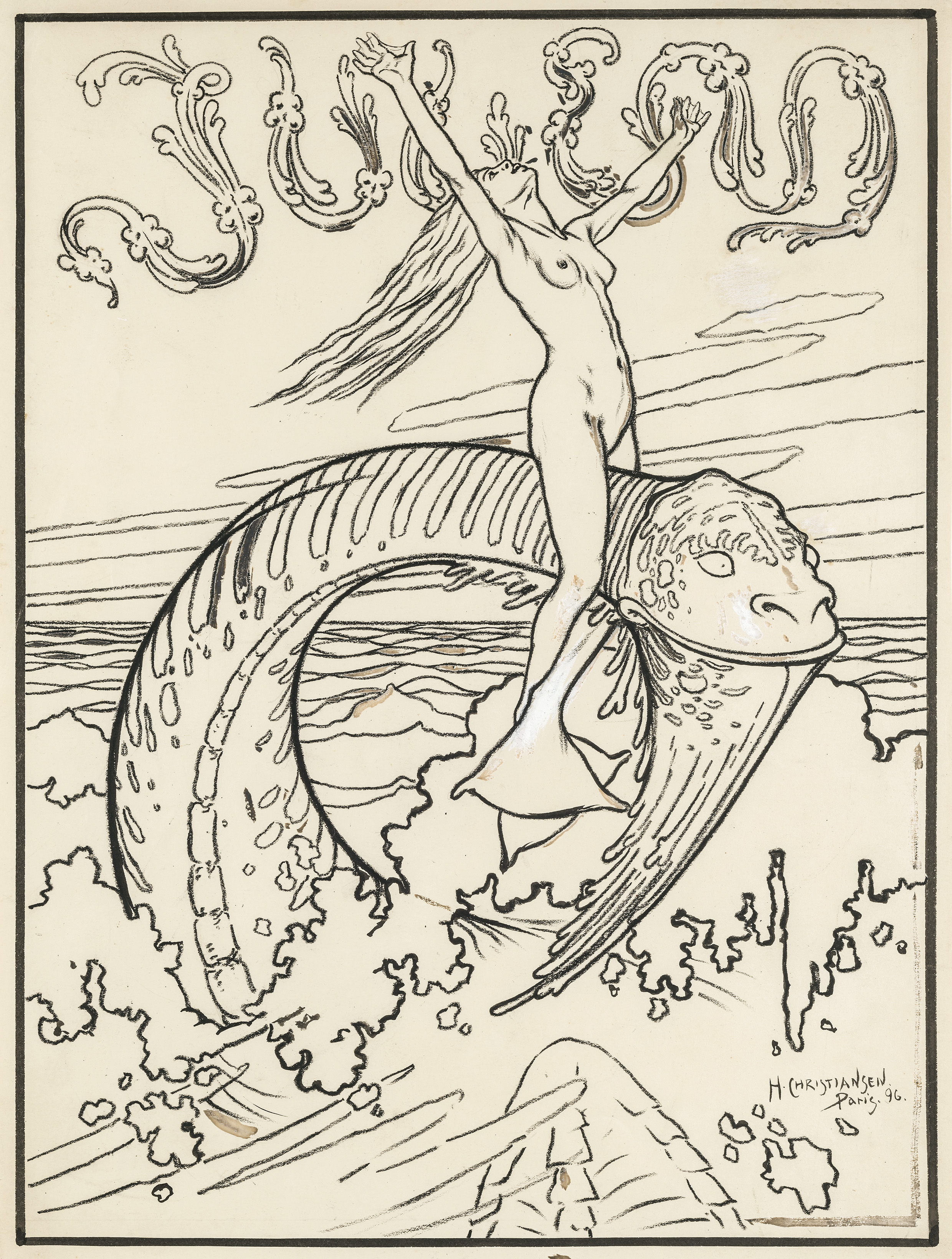
Die Woge (Titelblatt der Zeitschrift Jugend), 1896

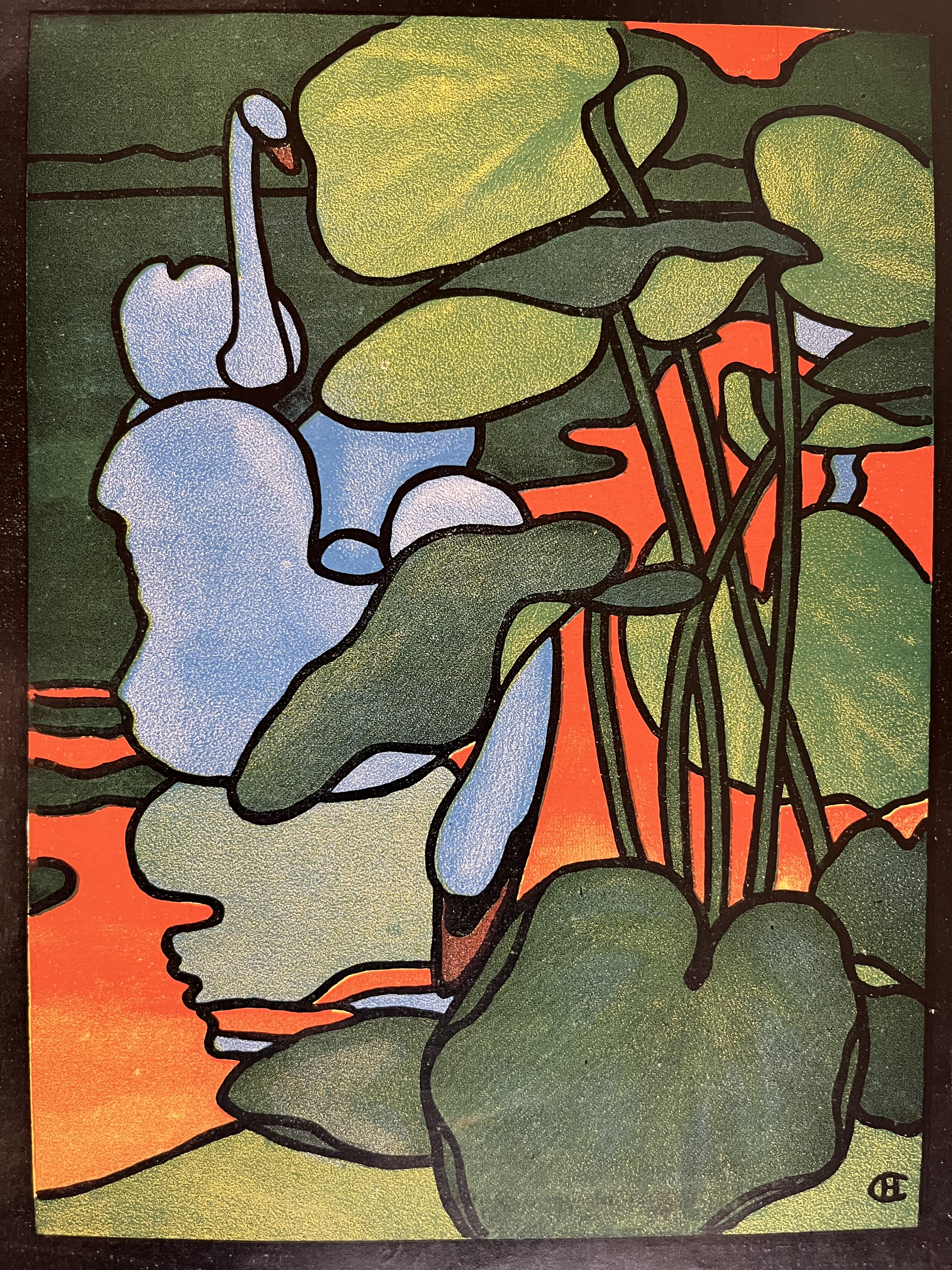
Schwäne in Abendsonne (Lithographie von Hans Christiansen, Paris in der Zeitschrift Jugend), 1898

Porträt der Blankeneser Landschaftsmalerin Dora Wenneker-Iven

Hans Christiansen (* 6. März 1866 in Flensburg; † 5. Januar 1945 in Wiesbaden) war ein deutscher Kunsthandwerker und Maler des Jugendstils. Als Wiesbadener Maler vertritt er die Klassische Moderne.

## Leben
Als Malergeselle besuchte er 1888 die Kunstgewerbeschule München. Nach einer Italienreise arbeitete er als Dekorationsmaler in Hamburg. Er stand im Kontakt mit dem Verein Volkskunst und widmete sich dem Naturstudium. 1892 veröffentlichte er sein Vorlagenwerk Neue Flachsornamente. 1895 gab er seinen Beruf auf und ging über Antwerpen nach Paris, wo er an der Académie Julian studierte und seine spätere Frau kennenlernte.
Er entwarf im Auftrag des Kölner Schokoladenproduzenten Ludwig Stollwerck Sammelbilder für Stollwerck-Sammelalben, u. a. die Serie „Sternbilder“ für Stollwerck’s Sammel-Album No. 2 von 1898.
1899 berief ihn Großherzog Ernst Ludwig von Hessen und bei Rhein in die Darmstädter Künstlerkolonie auf der Mathildenhöhe in Darmstadt. Er gehörte mit Joseph Maria Olbrich und Peter Behrens zu den ersten sieben Mitgliedern und entwarf kunstgewerbliche Möbel, Keramiken, Glasmalereien und Schmuckentwürfe des Jugendstils.
Im Rahmen der ersten Ausstellung der Künstlerkolonie „Dokument Deutscher Kunst“ 1901 errichteten die Künstler komplett durchgestaltete Wohnhäuser. Auch Hans Christiansen gestaltete sein eigenes Haus, das er „Villa in Rosen“ nannte, weil die Rose als Leitmotiv für die Ausgestaltung sämtlicher Räume der Villa diente. Auch für den Blankeneser Tapetenfabrikanten Wilhelm Iven war er künstlerisch tätig. Er entwarf eine Reihe von Tapetenmustern. In dieser Zeit entstanden auch zwei Bilder der damals sechzehnjährigen Fabrikantentochter Dora Iven.  Daneben war er als Grafiker für die Zeitschrift Die Jugend tätig. Ab 1911 dozierte er an der Kunstgewerbeschule Wiesbaden. Er gehörte der Freien Künstlerschaft Wiesbaden an.

Sonniger Herbst in Wiesbaden (Plakatentwurf), um 1928, Aquarell auf Papier, Privatsammlung Wiesbaden

Aufgrund seines Kunststils und weil er mit einer Jüdin verheiratet war, wurde er im sogenannten Dritten Reich von der Mitgliedschaft in der Reichskulturkammer ausgeschlossen, was einem Berufsverbot gleichkam.

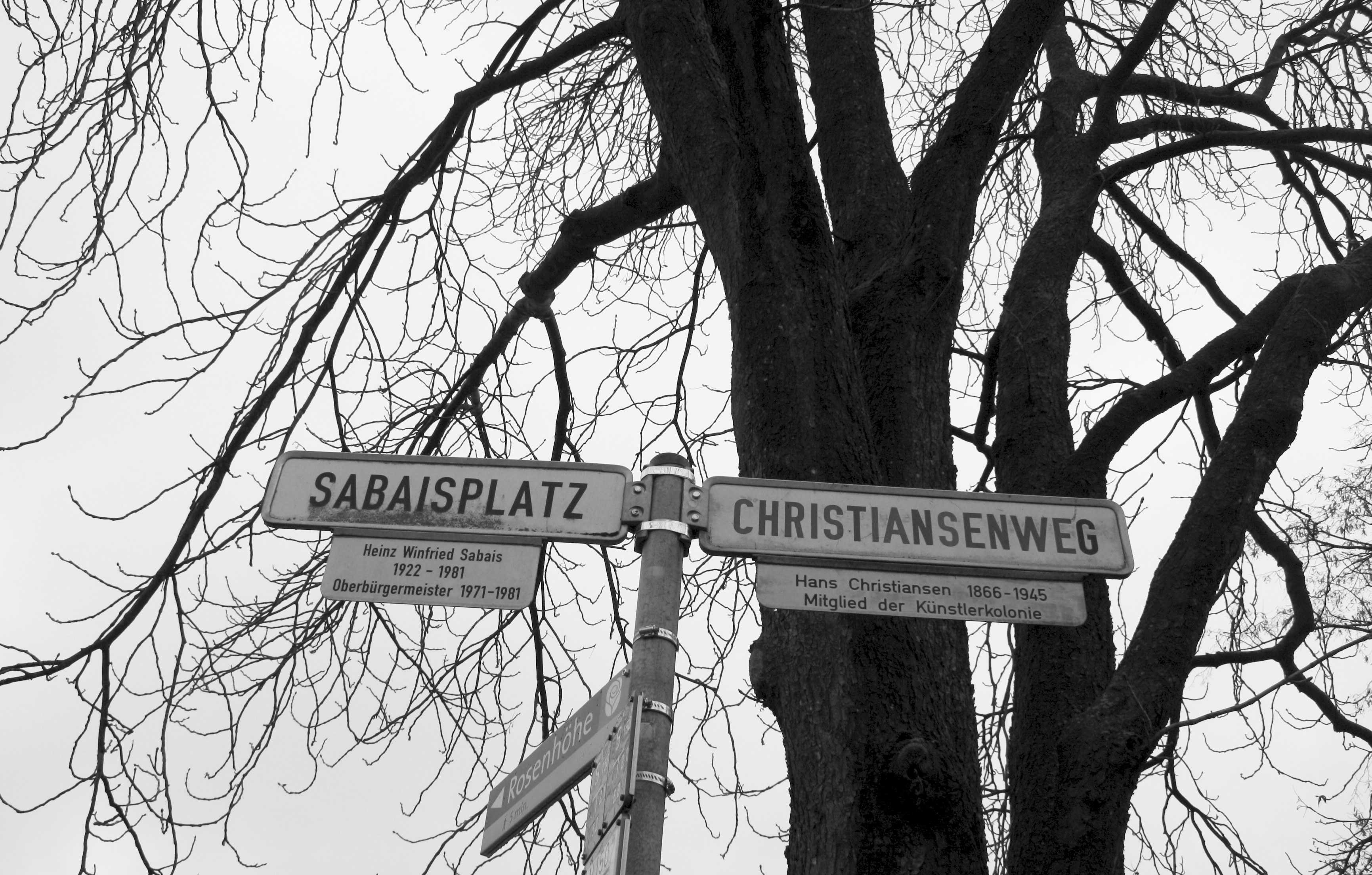
Christiansenweg auf der Mathildenhöhe

Die „Villa in Rosen“ wurde im Zweiten Weltkrieg zerstört, ihre Ausstattung ist verschollen. Nur ein Duplikat des im Schlafzimmer hängenden, in der Kunstwebschule Scherrebek, Nordschleswig, gewebten Wandteppichs Schutzengel tauchte auf. Der Teppich, den Christiansen dem Gründer der Scherrebek-Manufaktur, Pastor Jacobsen, geschenkt hatte, wurde vom kunst- und kulturgeschichtlichen Museum in Flensburg (Museumsberg Flensburg) erworben. Das Museum bewahrt seinen Nachlass auf, den es 1959 von seiner Witwe erwarb.

## Ehrungen
- Nach ihm ist das Hans-Christiansen-Haus auf dem Museumsberg Flensburg benannt.

## Ausstellungen
- 1902 Phalanx[5]
- Oktober 2014 bis Januar 2015: Hans Christiansen. Retrospektive. Museum Künstlerkolonie Darmstadt, Darmstadt.
- Februar 2015 bis Mai 2015: Hans Christiansen. Die Wiederentdeckung eines Jugendstil-Künstlers. Bröhan-Museum, Berlin.
- Juni 2015 bis September 2015: Hans Christiansen – Gesamtkunstwerker des Jugendstils. Villa Stuck, München.
- Oktober 2015 bis Januar 2016: Hans Christiansen. Die Retrospektive. Museumsberg Flensburg, Flensburg.